# Сенегальська демократична партія
Сенегальська демократична партія, СДП (фр. Parti Démocratique Sénégalais) — політична партія в Сенегалі. Ідеологією партії є лібералізм, СДП — член Ліберального інтернаціоналу. Абдулай Вад, який був президентом Сенегалу з 2000 по 2012, є лідером партії. СДП разом з дрібнішими партіями утворює коаліцію Sopi. З поразки Вада на президентських виборах 2012 року, СДП стала головною опозиційною партією.